# Bernard Berthois Rigal
Pour les articles homonymes, voir Berthois et Rigal.
 (août 2016).
Si vous disposez d'ouvrages ou d'articles de référence ou si vous connaissez des sites web de qualité traitant du thème abordé ici, merci de compléter l'article en donnant les références utiles à sa vérifiabilité et en les liant à la section « Notes et références ».
Bernard Berthois Rigal, né le 28 octobre 1927 à Paris et mort le 5 décembre 2018 à Mamers,, est un peintre français.

## Biographie
(août 2016).
Bernard Berthois-Rigal est né en 1927 à Paris, rue de la Chine.[réf. souhaitée] Il commence à peindre à l'âge de 28 ans. Il vit longtemps en Italie et en Grèce, travaille à Paris et participe à une soixantaine d'expositions, notamment en Europe, au Japon et aux États-Unis. Il travaille sur papier de soie.
Il perd son père à 11 ans, il reste donc seul avec sa mère. Jusqu’alors bon élève, il vire au cancre. Il est très malheureux. La guerre éclate. Il est évacué de Paris au moment de l’invasion allemande et se retrouve au sud de la Loire près de Nevers dans une famille d’accueil. Il s'ennuie à l’école. A part l’école, tout lui plaît : la famille d’accueil est chaleureuse et la nature l’enchante. Il jouit d’un jardin, d’une chienne, des jeux. Il partage une grange avec une cinquantaine d’enfants exilés également et à l’abri des allemands. Il prend ici conscience de la grandeur et de l’horreur de la condition humaine. Les braves gens qui l’accueillent redoublent de gentillesse et de prévenance avec lui. Persuadés qu’ils étaient que la privation d’une mère était le pire malheur pour un enfant. Les années passent. L’adolescence se traîne. Il ne s’aime pas. Il s’évade dans la lecture. Il y prend goût. Il acquiert un goût prononcé pour la métaphysique, les spéculations de l’esprit et une passion pour l’entomologie. Il tente des études dans un collège technique où il est censé étudier l’horlogerie puis un centre de jeunesse pour y être formé à l’électricité de réseau.
Puis il entre dans la vie professionnelle. Il trace sans aucun intérêt et nul enthousiasme des canalisations électriques sur du papier calque. Ayant peu de productivité, il se retrouve vite au chômage aux crochets de sa mère et quelques menus travaux dans la mécanique. Après la guerre, le service militaire le délivre un court moment de l’obligation de gagner sa vie, puis le bateau, la Méditerranée et la douceur du climat en Algérie.
Il ne parvient toujours pas à faire coïncider son gagne-pain et ce qu’il aimerait faire et ce qui lui procure plaisir et satisfaction. Si bien que son existence est coupée en deux parts irréconciliables pathologiquement dépendantes l’une de l’autre. L’une tristement nécessaire et destinée à offrir à l’autre, tellement agréable, l’importance prioritaire qu’il lui accorde. Parallèlement à une motivation intérieure nourrie de méditations et de lectures. Sa double vie atteint un équilibre paradoxal.
« Les abominations du lundi matin perdent d’un même poids que la jubilation des vendredis soirs ! ». Il est ainsi devenu un dessinateur industriel plutôt compétent et qualifié. Papillonnant d’employeurs en employeurs. Ce qui lui permet d’améliorer son salaire et surtout de lui octroyer des vacances entre les deux emplois.
Un long cheminement souterrain : Cette période de maturation chemine dans une allègre boulimie : cours du soir, de dessin à Montparnasse, les voyages des concerts, le théâtre, les musées, les réveils matinaux. Et une activité non professionnelle à laquelle il accorde de ce fait intérêt et compétence : il commence à fabriquer des bijoux artisanaux. Le hourt pour l’artisanat d’art est dans l’air, ce qui commence comme un simple passe-temps s’est assez vite transformé en métier accessoire et il tente de vendre des productions tout au moins les laisse en dépôt dans des boutiques qui proposaient ce type d’artisanat : céramiques, tissages, et autres.
Ces bijoux artisanaux dont le prix de revient était quasi nul, il parvient à en vendre quelques exemplaires assez chers et se trouve bel et bien porteurs d’un rêve inavoué auquel il n’ose encore croire. Pouvoir vivre même chichement voire à la spartiate de la fabrication par lui seul en toute liberté, sans horaires de ces bijoux qui valaient le merci supplémentaire de le gratifier de cette joie qu’il a toujours éprouvé en créant des choses.
Il entre un jour dans une librairie pour y dépose ses bijoux en exposition. La libraire est bretonne. Ils se marient quelque temps plus tard après une période de concubinage. Il démissionne de son emploi de dessinateur industriel et vend la boutique « alchimie du verbe ». BBR se métamorphose en peintre professionnel sur les conseils de son épouse qui ressent son goût pour la peinture. Il se jette alors dans la peinture à corps perdu. Il part en 1960 en Grèce. Puis il choisit quatorze ans d’exil entre les îles grecques et l’Italie.
Il expose à la FIAC Bastille et vend ses toiles, ce qui le décide à se réinstaller à Paris. À partir de ce moment, il peint d'une nouvelle manière. Il expose à nouveau en mars et avril 1977, puis au musée d’art moderne de Paris[réf. nécessaire]
19 janvier 1978 : les singuliers de l’art. L'évènement est considérable et l’effet produit par les artistes exposés est tel que l’exposition est prolongée de 3 semaines. Ces évènement majeurs lui offrent l’opportunité de continuer son œuvre en dehors des normes de l’époque.[réf. nécessaire]
« Le moment est venu de lever le rideau sur les étranges peintures-collages de Berthois Rigal. Incez-vous[Quoi ?] il se passe ici quelque chose extraordinaire et prodigieux ? Bernard Berthois Rigal est un médium et se laisse aller à des visions intérieures. Nous l’observons dans toute sa finesse et toute sa force » (J.M. Tasset, journaliste du Figaro)[réf. incomplète].

## Expositions
- 1978 : Galerie Alphonse Chave à Vence[5]